# John Logan
John David Logan, född 24 september 1961 i San Diego i Kalifornien, är en amerikansk manusförfattare och filmproducent.

## Filmografi
| År        | Titel                                          | Erkännande      | Notering                |
| --------- | ---------------------------------------------- | --------------- | ----------------------- |
| 1996      | Tornado!                                       | Skriven av      | TV-film                 |
| 1999      | Bats                                           | Skriven av      | även Executive Producer |
| 1999      | RKO 281                                        | Skriven av      | TV-film                 |
| 1999      | Any Given Sunday                               | Manus, historia |                         |
| 2000      | Gladiator                                      | Manus           |                         |
| 2002      | The Time Machine                               | Manus           | även delproducent       |
| 2002      | Star Trek: Nemesis                             | Manus, historia |                         |
| 2003      | Sinbad: Legenden om de sju haven               | Manus           |                         |
| 2003      | Den siste samurajen                            | Manus           |                         |
| 2004      | The Aviator                                    | Skriven av      |                         |
| 2007      | Sweeney Todd: The Demon Barber of Fleet Street | Manus           | även producent          |
| 2011      | Rango                                          | Manus           | även producent          |
| 2011      | Coriolanus                                     | Manus           | även producent          |
| 2011      | Hugo Cabret                                    | Skriven av      |                         |
| 2012      | Skyfall                                        | Skriven av      |                         |
| 2014      | Noah                                           | Manus           | Okrediterad             |
| 2014      | Jersey Boys                                    | Skriven av      |                         |
| 2014–2016 | Penny Dreadful                                 | Skapad av       | TV-serie                |
| 2015      | Spectre                                        | Skriven av      |                         |
| 2016      | Genius                                         | Skriven av      | även producent          |
| 2017      | Alien: Covenant                                | Manus           |                         |
| 2020–     | Penny Dreadful: City of Angels                 | Skapad av       | TV-serie                |